# 기로소

숙종 45년(1719) 기로소에서 열린 기로회를 그린 전 국보 제325호 기사계첩의 일부

기로소(耆老所)는 조선시대에 관직에서 물러난 문신(文臣)들을 예우하기 위해 설치한 관청으로, 국가 원로 예우를 위한 명예 기구이다.
정식 명칭은 치사기로소(致仕耆老所)이며, 왕과 조정 원로의 친목, 연회 등을 주관하였다. 영조 때 수직관(守直官) 2명과 서리(胥吏) 2명, 고직(庫職) 1명, 사령(使令) 44명, 군사(軍士) 1명을 두었는데, 수직관은 승문원과 성균관에서 7품 이하의 관원을 차출하였다.

## 역사
이후 조선에서는 1394년, 태조의 나이가 60세를 넘자 기사(耆社)라는 관청을 설치한 때부터 시작되었다. 즉, 문신(文臣)과 무신(武臣)을 가리지 않고 70세 내외의 2 품관 이상 관료를 선발하여 기사(耆社)의 명단에 이름을 올리고 임금 스스로도 여기에 이름을 올렸으며, 전토(田土)와 염전(鹽田), 어전(漁箭), 노비를 하사하고 군신(君臣)이 함께 어울려 연회를 베풀며 즐기는 데에서 비롯되었다. 태종 즉위 초에 이것을 본격적으로 제도화하여 전함재추소(前銜宰樞所)라고 하다가 1428년(세종 10년)에 치사기로소(致仕耆老所)로 개칭하였다.
조선 중기 이후에는 기로소에 들어갈 수 있는 자격에 제한을 두어 정경(正卿, 정2품 판서급)으로 70세 이상 된 문신으로 제한하였고 숙종 때에는 이들을 기로 당상(耆老堂上)이라 하였다. 군신(君臣)이 함께 참여하는 기로소의 특성상 조정 관청 서열에서는 기로소가 으뜸을 차지하였다. 기로소가 맡은 일은 임금의 탄일과 정조(正朝, 설날), 동지, 그리고 나라에 경사가 있거나 왕이 행차할 때, 모여서 하례(賀禮)를 행하거나 중요한 국사(國事)의 논의에 참여하여 왕의 자문에 응하기도 하였다. 1719년, 숙종이 60살이 되었을 때 자신이 기로소에 들어가면서 경내에 영수각(靈壽閣)을 짓고 영수각 내에 어첩(御牒)을 봉안하였다.
기로소에 들어가면 녹명안(錄名案)에 이름이 기록되었는데 조선 초중기의 기록은 모두 임진왜란 때 소실되었다. 그 후에 다시 편찬한 《기로소제목록후(耆老所題目錄後)》에 의하면 여기에 들어온 왕은 태조, 숙종, 영조, 고종 등이며, 최고령자는 현종 때의 윤경(尹絅)으로 98세, 그 다음으로 숙종 때 97세의 이구원(李久源), 96세의 민형남(閔馨男) 등이 있었다.

## 청사
기로소 청사는 경복궁 광화문 앞 대로인 육조거리의 끄트머리, 즉 현재 서울지하철 5호선 광화문역 3번 출구 자리에 있었다. 이순신 장군 동상과 교보문고 사이의 중간 지점이다.

### 주요 건물
- 기영관(耆英館) : 기로소 본청 건물 (남향)
- 영수각(靈壽閣) : 어첩(御帖, 왕의 글) 보관 건물 (기영관 동쪽 소재)
- 대문(大門) : 기로소 정문 (기영관 남쪽 소재)

## 관련 문화재
- 기사계첩
  - 기사계첩 (전 국보 제325호) : 서울 용산구, 국립중앙박물관 소장
  - 기사계첩 (전 국보 제334호) : 충남 아산시, 개인 소장[1]
  - 기사계첩 (전 보물 제638호) : 서울 서대문구, 이화여자대학교 박물관 소장
- 남지기로회도
  - 이기룡필 남지기로회도 (전 보물 제866호) : 서울 관악구, 서울대학교박물관 소장
  - 남지기로회도 (서울특별시 유형문화재 제81호) : 서울 동대문구, 개인 소장
  - 남지기로회도 (부산광역시 유형문화재 제75호) : 부산 서구, 동아대학교박물관 소장
- 영조 기로연·수작연도 병풍(전 보물 제1531호) : 서울 종로구, 서울역사박물관 소장

## 같이 보기
- 봉조하